# Gustaf Swan
Gustaf Nilsson Swan, född 16 maj 1856 i Tjärstads socken, död 30 juni 1938 i Sioux City, Iowa, var en svenskamerikansk bankman och författare.
Gustaf Swan var son till lantbrukaren Kristoffer Nilsson. Han emigrerade 1870 med sina föräldrar till USA, där de slog sig ned i Belinda, Iowa. Swan deltog till en början i jordbruksarbetet vid föräldrarnas gård, blev 1873 handelsbiträde och bedrev 1877–1879 studier vid Augustana College. Han slog sig därefter ned i Sioux City, där han 1880–1887 var VD för Sioux City Plow Company, 1888–1889 drev en egen bokhandel samt 1889–1911 var kamrer i Merchants National Bank, vars styrelse han även tillhörde. Åren 1899–1928 var han även svensk vicekonsul i Iowa. Swan var en känd litteraturkännare och samlare. Från 1878 skrev han en mängd artiklar i den svensk-amerikanska pressen, särskilt i litteraturhistoriska och biografiska ämnen, och gjorde omfattande samlingar till en Svensk-Amerikas litteratur- och kulturhistoria. Även i svenska tidskrifter publicerade han artiklar. Bland hans skrifter märks Holmes och Zesserstrand. Minnestal hållna vid Augustana College (1912), Svenskarna i Sioux City. Några blad ur deras historia (1912) och Swedish-American literary peridicals (1936). Han medarbetade även i O. N. Nelsons History of the Scandinavians (1883–1897). Swan tillhörde styrelsen för Augustana College 1893–1912 och var ordförande i Svenska kulturförbundet i Amerika 1917–1927. Sitt bibliotek, innehållande flera rariteter och många av till engelska översatta svenska verk, testamenterade han till Augustana College.